# Donald Glover
Donald McKinley Glover Jr. (sinh ngày 25 tháng 9 năm 1983) là một diễn viên, nhà sản xuất phim, ca sĩ, rapper và DJ người Mỹ. Với tư cách là ca sĩ và DJ, anh lấy nghệ danh lần lượt là Childish Gambino và mcDJ.

## Danh sách phim

### Điện ảnh
| Năm  | Tên                                                         | Vai              | Ghi chú                               |
| ---- | ----------------------------------------------------------- | ---------------- | ------------------------------------- |
| 2009 | Mystery Team                                                | Jason Rogers     | Kiêm biên kịch và đạo diễn            |
| 2009 | Community (TV series)                                       | Troy Barnes      |                                       |
| 2011 | The Muppets                                                 |                  | Vai diễn khách mời                    |
| 2013 | The To Do List                                              | Derrick          |                                       |
| 2013 | Clapping for the Wrong Reasons                              |                  | Phim ngắn; kiêm biên kịch và sản xuất |
| 2014 | Alexander and the Terrible, Horrible, No Good, Very Bad Day | Greg             |                                       |
| 2014 | Chicken and Futility                                        |                  | Phim ngắn; kiêm biên kịch và đạo diễn |
| 2015 | The Lazarus Effect                                          | Niko             |                                       |
| 2015 | Magic Mike XXL                                              | Andre            |                                       |
| 2015 | The Martian                                                 | Rich Purnell     |                                       |
| 2017 | Spider-Man: Homecoming                                      | Aaron Davis      |                                       |
| 2018 | Solo: A Star Wars Story                                     | Lando Calrissian |                                       |
| 2019 | The Lion King                                               | Simba            | Lồng tiếng, hậu kỳ                    |

## Danh sách ca khúc
- Camp (2011)
- Because the Internet (2013)
- "Awaken, My Love!" (2016)